# Hemiscyllium galei
Statut de conservation UICN

DD : Données insuffisantes
Espèce
Hemiscyllium galei est une espèce de requins de la famille des Hemiscylliidae.

## Répartition et habitat
Il est présent dans le Pacifique occidental, à la baie de Cenderawasih, à la province de Papua Barat et en Indonésie. Il vit de 2 à 4 m de profondeur.

## Description
L'individu le plus grand, un mâle, avait une taille de 56,8 cm. Il a une combinaison de sept taches sombres entre l'abdomen et la base de la queue. Hemiscyllium galei peut « marcher » sur le fond avec ses nageoires pelviennes et pectorales,